# 不列顛戰役
不列顛戰役（英語：Battle of Britain），又名英倫空戰，是第二次世界大戰期間納粹德國對英国發動的大規模空戰，而這次戰役亦是第二次世界大戰中規模最大的空戰，除了英、德兩國之外包括同屬大英國協的紐西蘭、加拿大、澳洲、南非、愛爾蘭、牙買加、斯里蘭卡、南羅德西亞等國的空勤人員也投入英軍；許多被納粹德國佔領的歐洲國家，包括波蘭、比利時、捷克斯洛伐克、法國等撤至英國的空軍，也加入了保衛英國的行列；當時屬於中立的美國也有志願者組成了雄鷹中隊（飛鷹中隊）與英國併肩作戰，同屬軸心國的義大利則派出「空軍軍團」與德國空軍一起戰鬥。战争在1941年6月22日以纳粹德国的失败告终，由于损失过多的战机和飞行员，又无法取得英吉利海峡的制空权优势，更无法借由空袭瓦解英国的地面和海军战力，德国不得不放弃入侵英国的海狮计划，开始制定入侵苏联的巴巴罗萨计划。

## 開始

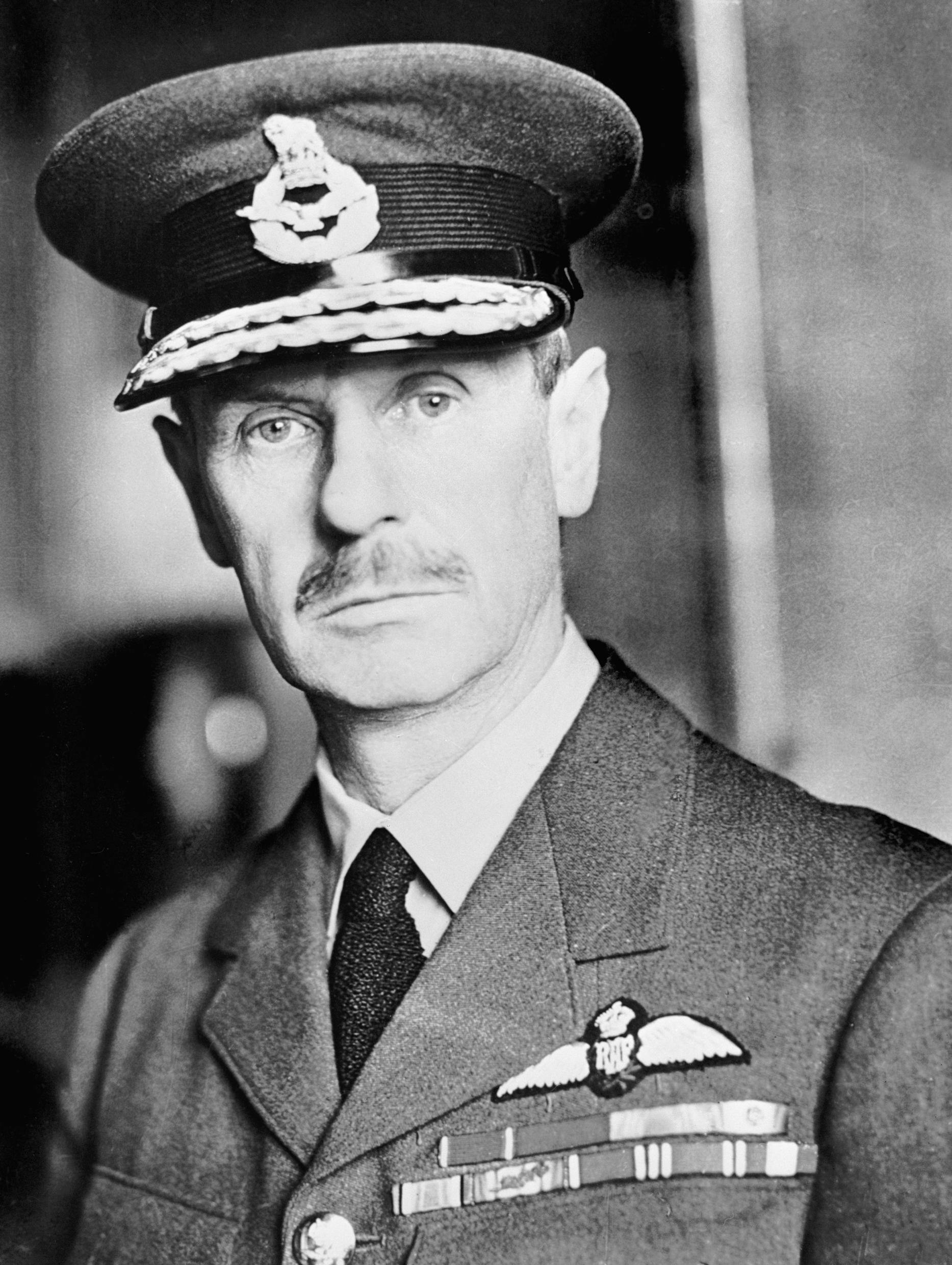
英國皇家空軍戰鬥機司令部指挥官-休·道丁

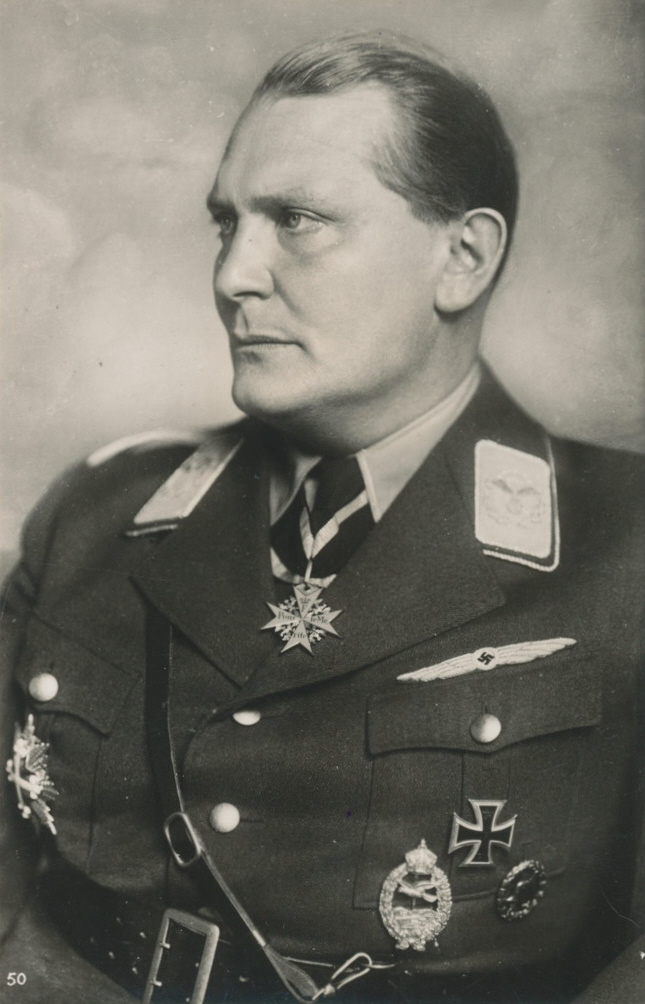
德国空军总指挥官-赫尔曼·戈林

在納粹德國佔領法國後，德國元首阿道夫·希特勒便著手對付歐洲北部的英國，德國為了避免與英國開戰，於是在1940年6月向英國發出妥協的要求，但最後遭到英國首相温斯顿·邱吉尔的拒絕，因此德國制訂了針對英國的海獅計劃，務求對英國進行登陸作戰。作戰擬訂以步兵登陸英國南部並深入及佔領倫敦，切斷其與外部的聯繫，從而一舉佔領英國。但此次作戰需要首先殲滅英國的空中力量，以保障登陸行動的順利。因此德意志帝国元帅戈林便受命殲滅英國的空軍，希特勒及德國最高統帥部把此次行動的最早日期定於8月5日，代號為「鷹襲」。在8月6日戈林才把進攻日期正式定於8月12日，名為「鷹日」，然而因為英國南部天氣不穩定，因此德國空軍才於8月13日發動對英國的空中攻勢。

## 經過
8月13日德國轟炸機襲擊英國沿岸的雷達站，其中6座遭嚴重破壞、1座全毀。8月13日英國南部天氣依然不穩定，戈林對英國城市利物浦發動轟炸，造成英國大量平民傷亡。後來德軍因為迷航又攻擊了倫敦，英國皇家空軍開始對德國進行反擊，在8月下旬接連轟炸德國首都柏林。德國為了對抗皇家空軍的夜襲，便於9月初發動對倫敦的空襲，雙方原先遵守不攻擊對方城市的默契自此打破。以至於空戰白熱化，以下共分四階段。

### 第一阶段

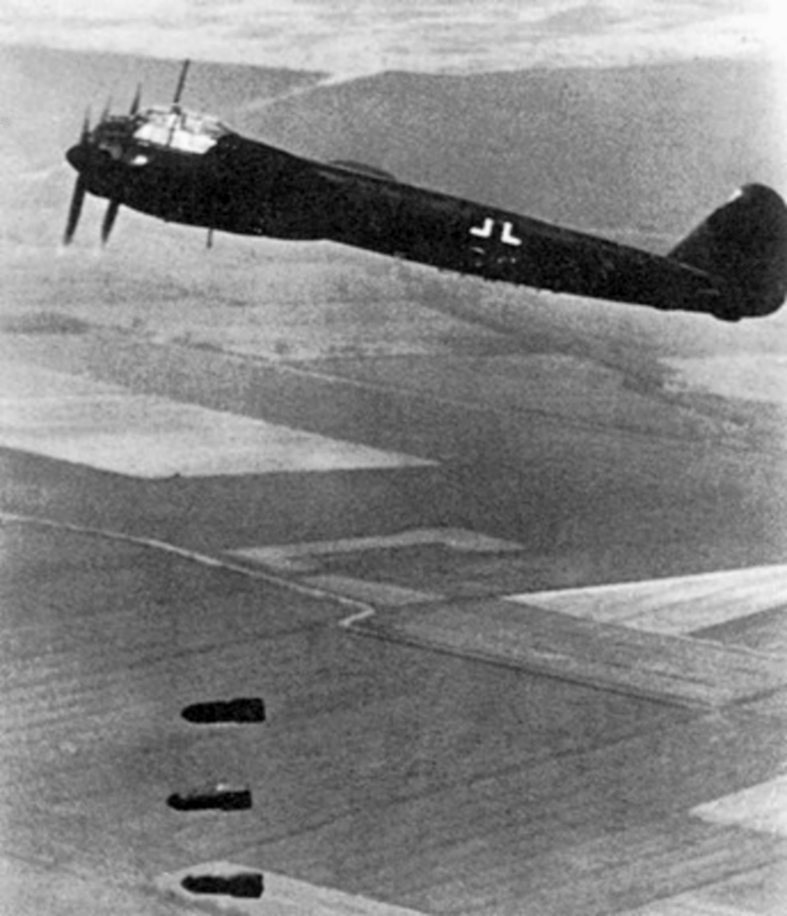
1940年，不列颠空战中Ju 88A正在空投炸弹

在空战第一阶段即1940年7月10日至8月13日，德国空军主要攻击英吉利海峡的护航船队、袭击南部港口，企图诱歼大量英国战斗机，为实施“海狮”登陆行动作准备。道丁指挥部署综合使用战斗机、雷达和高炮，有控制地集中战斗机（在较远的北部保留部分后备力量以对付德国空军的纵深攻势），采取从各个方向截击的作战方式。德军付出了被击落367架的巨大代价，使英军12个机场和7个飞机制造厂遭到不同程度破坏，6个雷达站一度失去作用，1个指挥中心被炸，1座弹药库和10座储油库被毁，但德军选择目标不集中，一定程度上分散了兵力，降低了突击效果，再加上英军顽强的抗击，没能达到预期目的。英军在这一阶段损失183架。

### 第二阶段

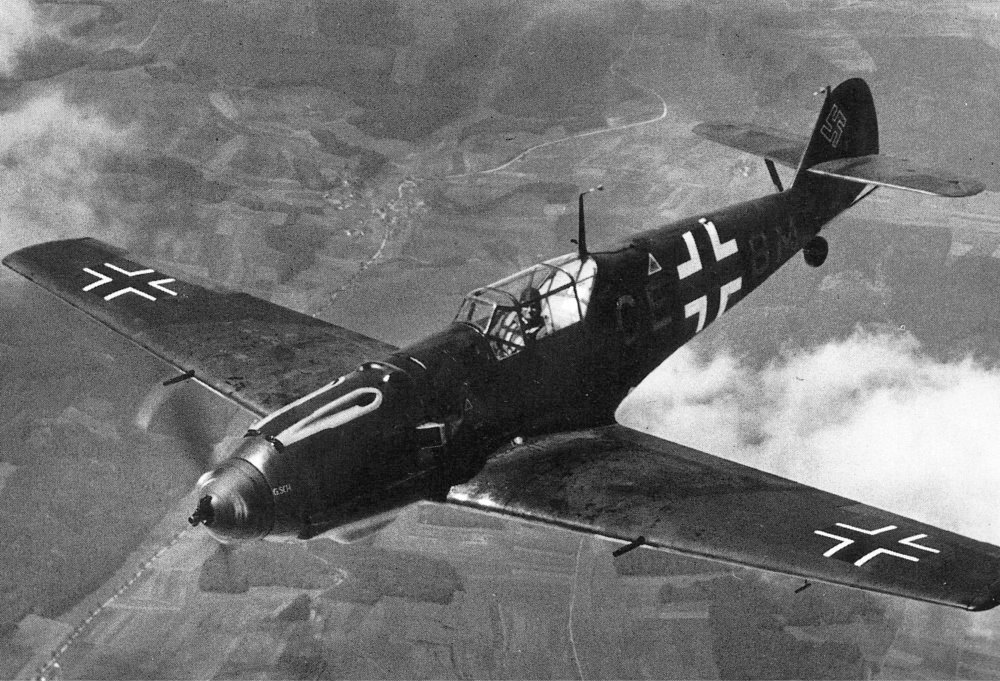
纳粹空军主要战斗机-Bf 109

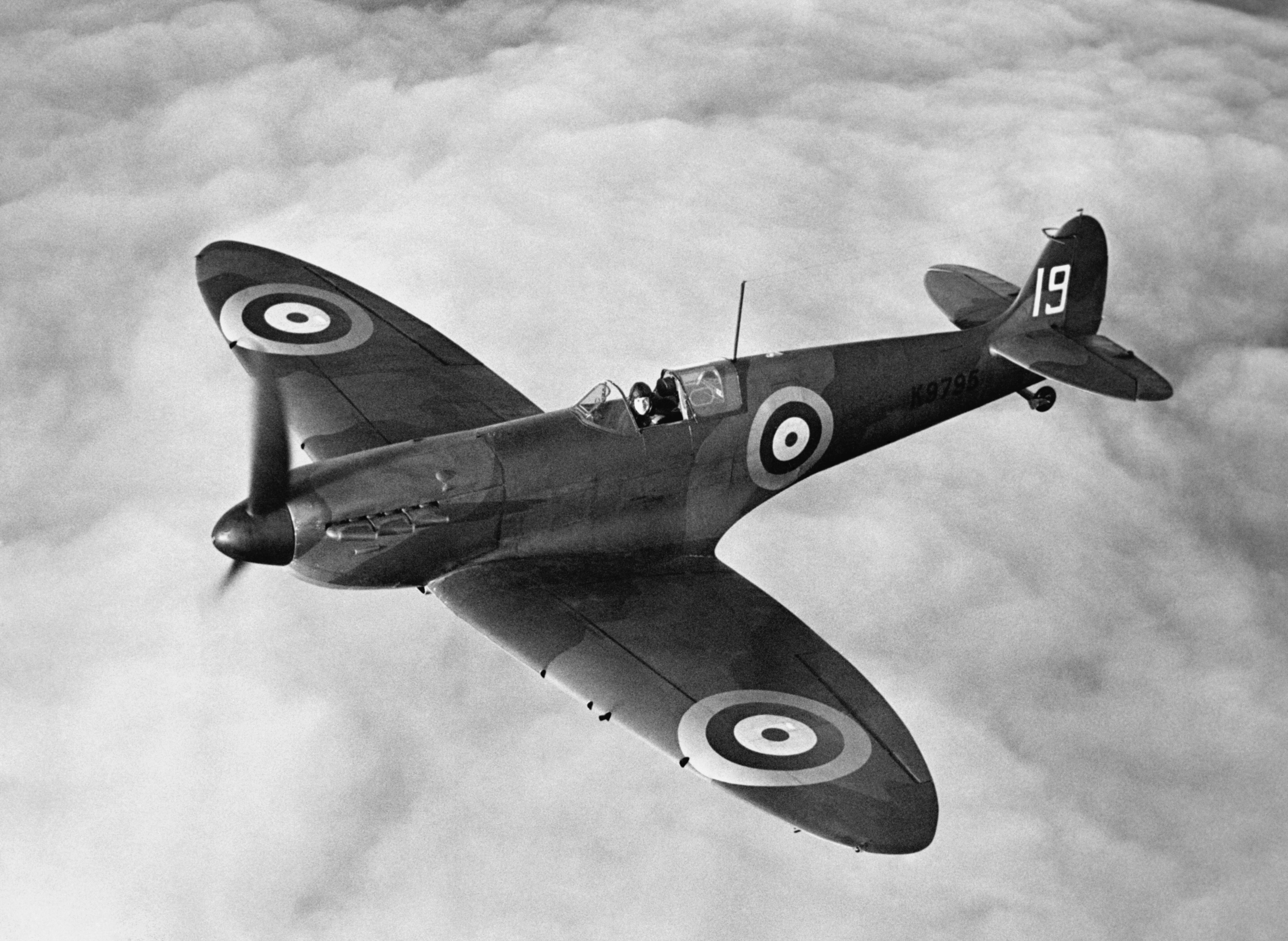
英国皇家空军战斗机-喷火

希特勒入侵英国的野心并没有随着海狮计划空战受挫而放弃，同时决定实施「德国空军对英国的伟大空战」：鹰日。
从8月13日开始至8月23日，在空战的第二阶段，德国空军企图打开通往伦敦的空中通道，以消灭剩余的英国战斗机并摧毁其地面设施和飞机制造厂，随后集中轰炸伦敦。道丁命令派遣尽可能多的战斗机去保护南部的飞机制造厂，并对进攻地面设施的敌机实施截击。
在历时10天的战斗中，德国对英国进行了5次大规模轰炸，企图摧毁英国空军。德国空军采取的战术手段是集中优势兵力，空袭英国的政治、经济中心和空军主力配置地区，采取大机群出航，小编队进入目标分波次连续突击，使英国防空力量不能实施集中抗击。1940年8月13日至23日，德国空军损失290架飞机，空中攻势受挫，而英国战斗机则损失114架。

### 第三阶段

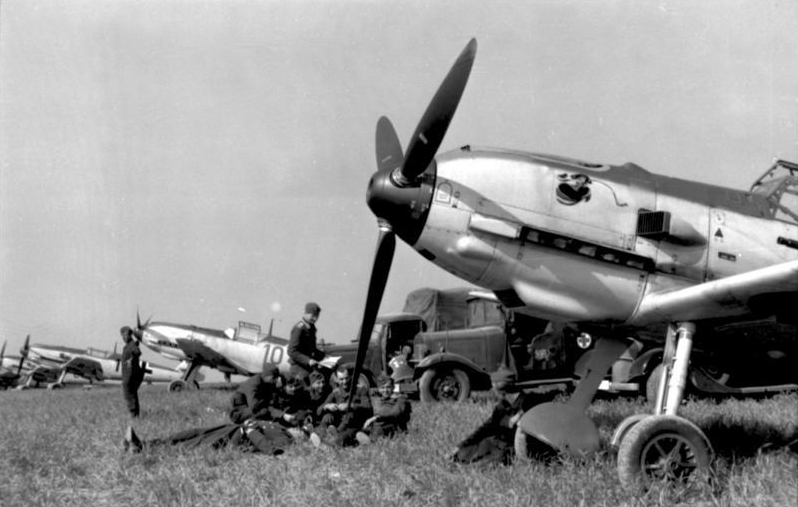
德国第51航空大队（JG 51）的Bf 109正整装待发

就在英军遭到无法长期承受的巨大损失，即将陷入崩溃的边缘的时候，德军却突然改变了战术，不再攻击英军的机场和指挥中心，转而对伦敦实施大规模空袭，不料英國人受到此等刺激後變成絕對抵抗到底，不列颠之战也就进入了第三阶段。
这一改变完全是因为一个偶然事件，8月24日，12架迷航的德军轰炸机飞临伦敦，且居然在平民居住的市中心投下了炸弹，這樣的誇張行為英國民間群情激憤。8月25日根据邱吉尔首相的指示，英国空军決定出动81架轰炸机快速空袭柏林，作为报复。尽管突擊空袭造成的物质损失微乎其微，但在心理上极大地震撼了德国。8月28日夜和8月31日夜英军又两次空袭柏林，使柏林市民也真切体会到了战争。希特拉被激怒了，揚言要彻底毁灭伦敦。9月3日，戈林召开了参谋长会议，决定从9月7日起攻击重点转为伦敦。9月4日，希特拉在對內演讲中声称将以夜袭来回报夜袭，英国人投下一千公斤炸弹，德国空军将要以十倍、百倍甚至千倍的炸弹去回报。为了报复英国人8月25日对柏林的空袭，戈林转而命令德军从9月7日开始大规模空袭伦敦。

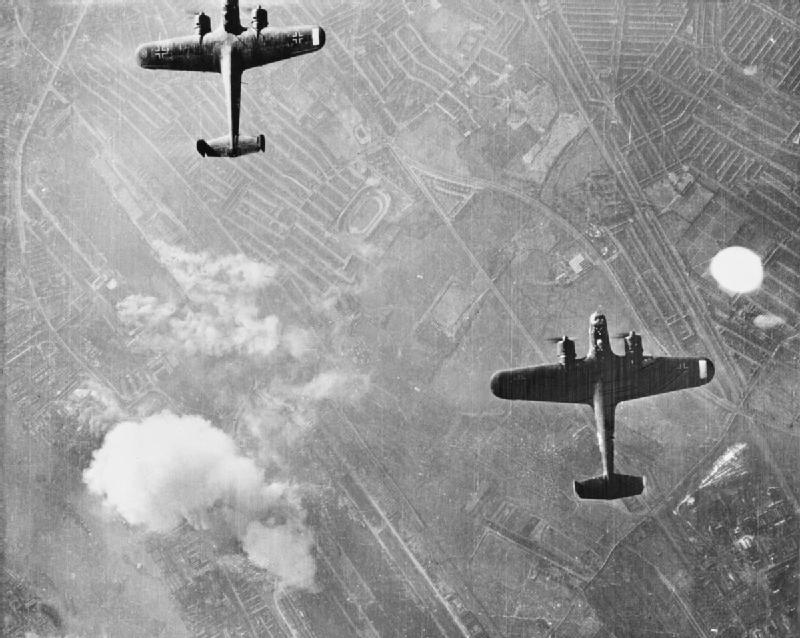
两架 Do 17轰炸机正空袭伦敦

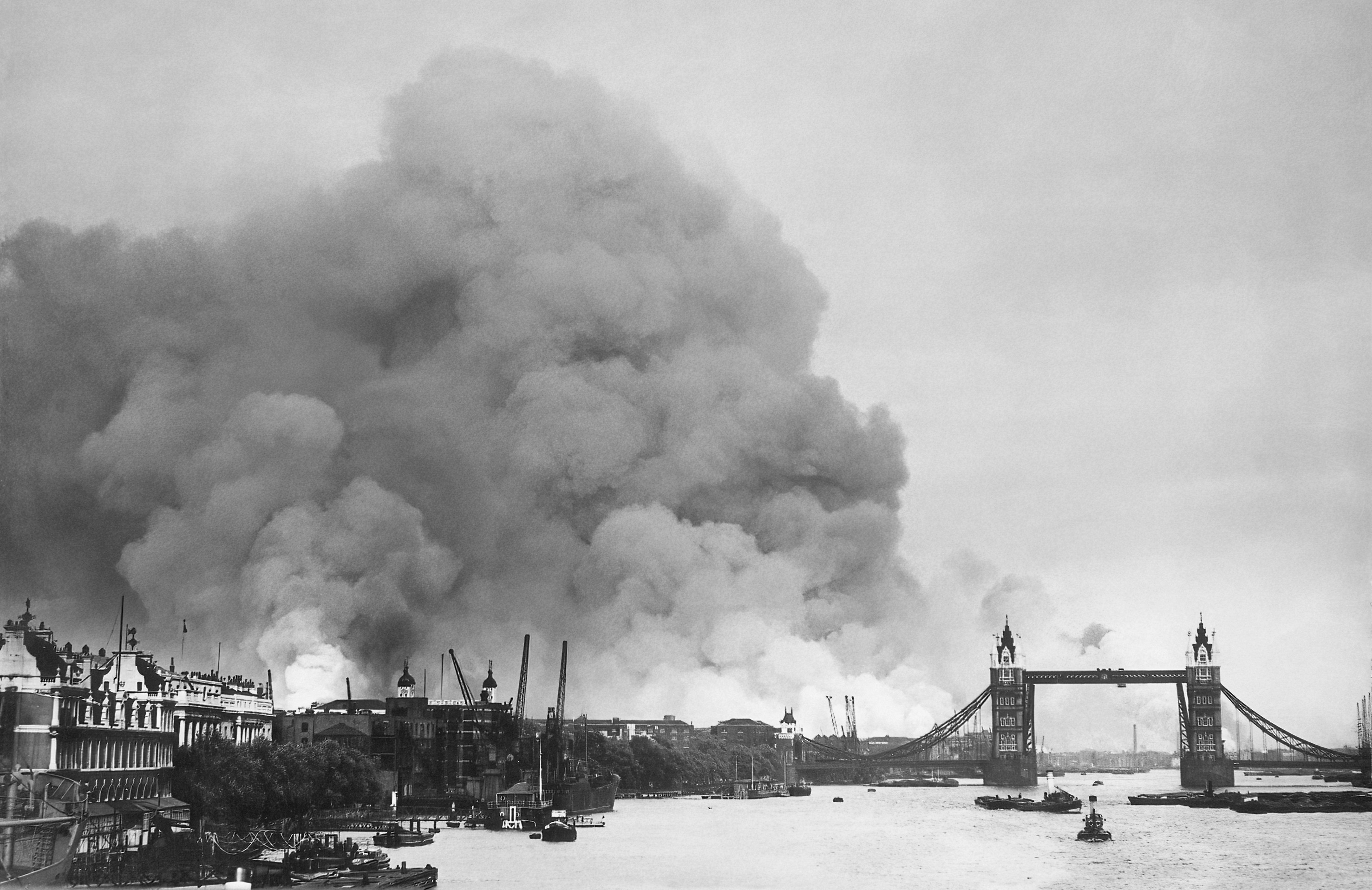
正在燃烧的伦敦市区

1940年9月7日，由625架轰炸机、648架战斗机和驱逐机组成的浩大机群从不同航向、不同高度越过英吉利海峡直扑伦敦。英国空军還沒反應過來，估计德军仍要照舊袭击他们的前线基地，因此主动让出了飞往伦敦的通道，以便集中力量防衛海岸的基地，结果错误的估计引发了伦敦大轰炸，德军成功将300多吨高爆炸弹、燃烧弹泻入伦敦。
9月9日德军不惜代价地继续闯入伦敦地区上空造成了巨大的破坏，使此役的戰略目標徹底變化。

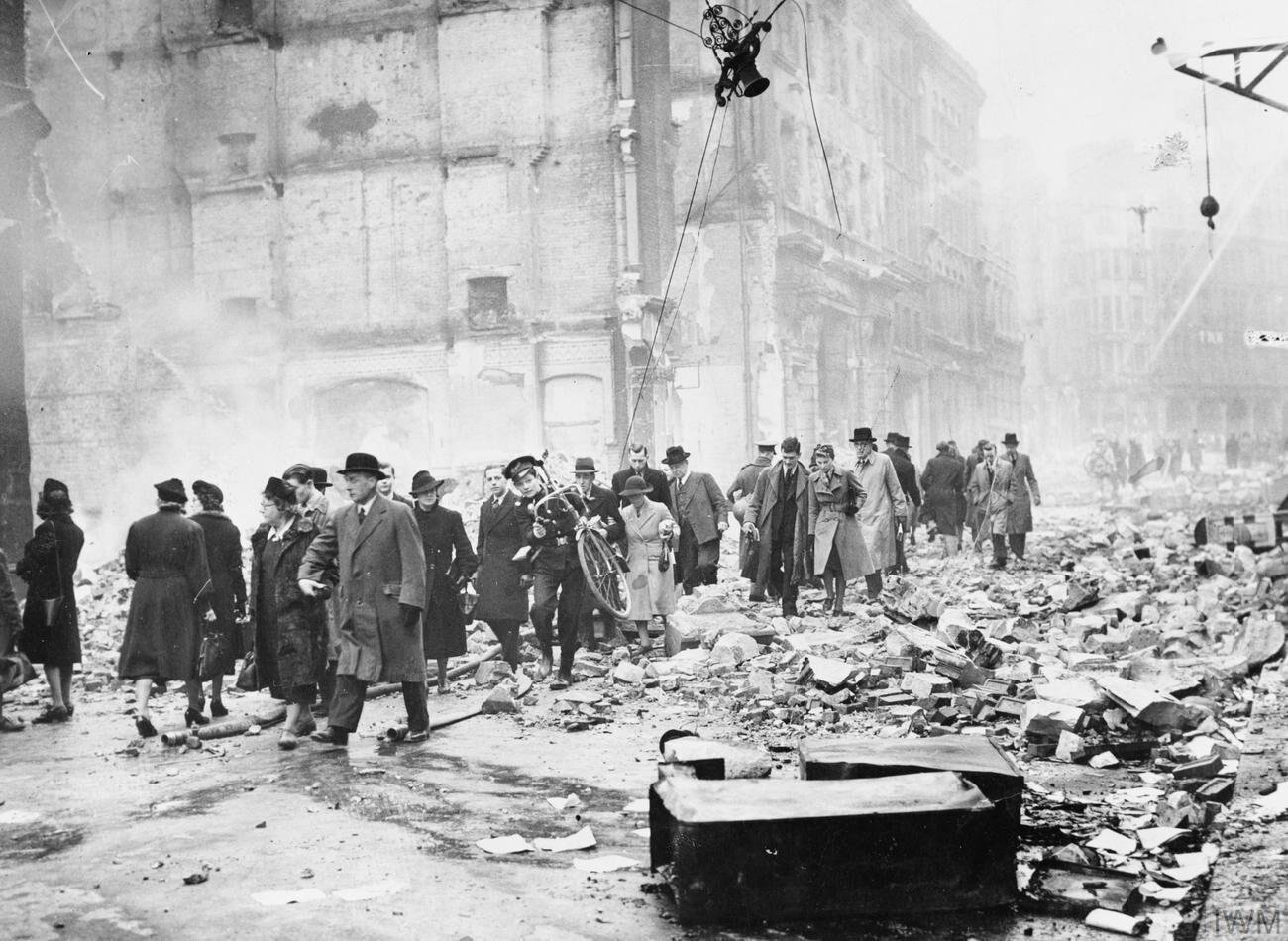
空袭后的伦敦市民

9月15日经过八天的调整和补充，英国空军先后出动了19个中队300余架战斗机，迎战前往伦敦的德军200架轰炸机和600架战斗机组成的大机群，激烈的空战持续了整整一天，在英军英勇抗击下，很多德机漫无目地投下炸弹，匆匆返航。全天有56架德机被击落，其中34架轰炸机，另有12架在返航和着陆途中伤重坠毁，还有80架飞机是带着满身的弹痕着陆，英军在空战中损失20架“飓风”和6架“喷火”，还有7架伤重报废。这天是不列颠空战的转折点。
9月16日和17日，英国空军持续出动轰炸机对德军集结在沿海的用于登陆的船只和部队进行了猛烈攻击，击沉击伤近百艘船只，并给德军造成了重大的人员和物资损失，迫使希特勒于9月18日下令停止在沿海集结船只。为了尽可能减小损失，戈林下令：从10月1日开始，对英国的空袭改为夜间进行。
精疲力竭的英国空军飞行员终于得到了一次宝贵的喘息机会。10月12日，希特勒决定将“海狮计划”推迟到1941年春，实际上放弃了在英国登陆的计划。

### 第四阶段

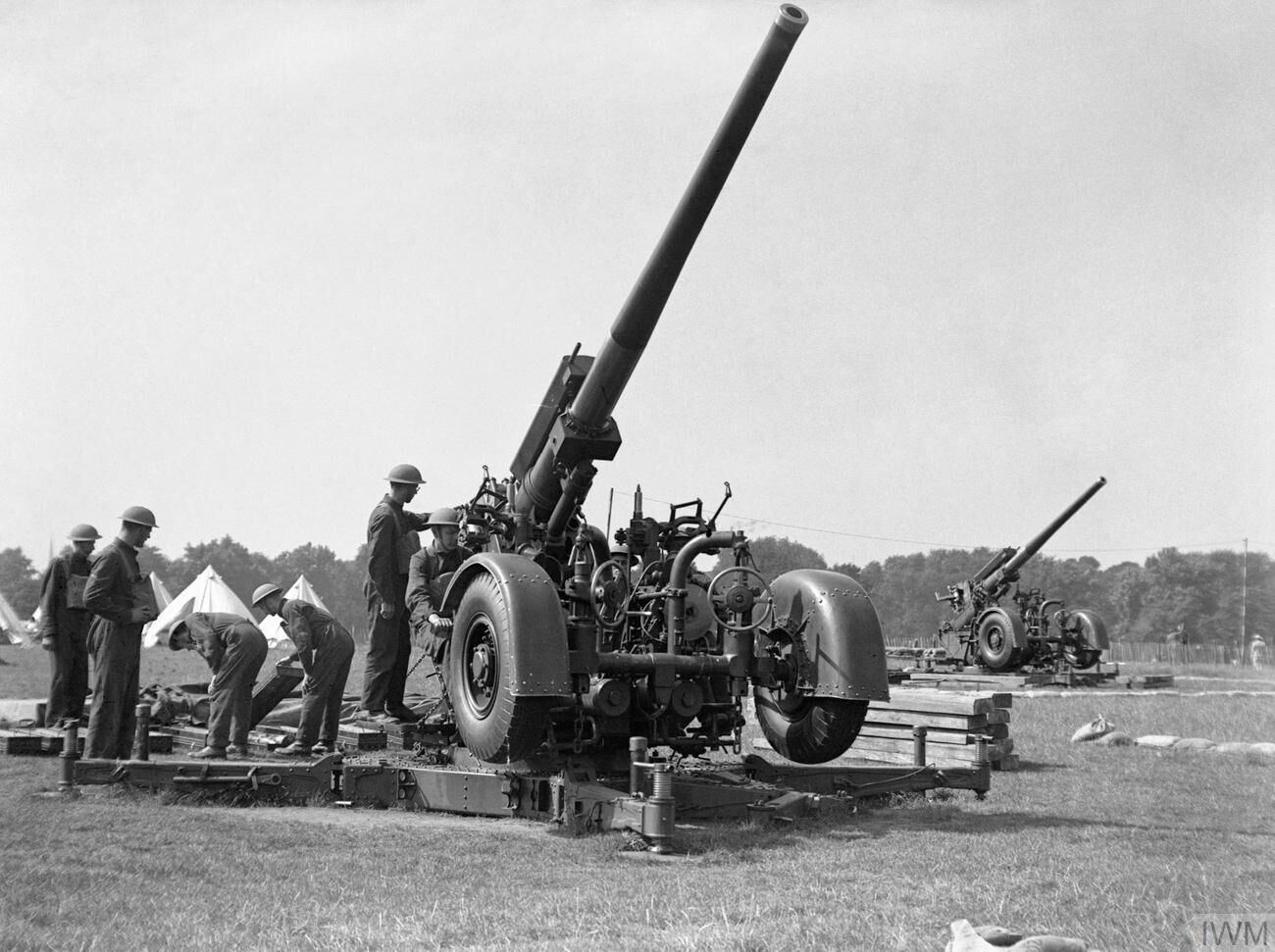
英军在郊外部署防空炮警戒

德军并不甘心这样的失败，仍继续对伦敦并扩展到高雲地利、伯明翰、利物浦、修咸頓等城市進行夜间空袭，不列颠战役进入了第四个阶段，在这一阶段中，德军空袭的目的不再是消灭英国空军，而是对英国工业城市进行空袭削弱英国的军事工业，并制造进攻英国的假象，一方面可以牵制英军的大量海陆空军于本土，另一方面还可掩护为进攻苏联而进行的准备。
在这一阶段中，最典型的战斗就是11月14日夜间代号为“月光奏鸣曲”的对英国航空工业基地高雲地利空袭。
英军通过破译德军的最高机密——恩尼格玛密码机，事先已经确切掌握了德军的空袭计划，但是为了不让德军察觉这一“超级秘密”，英国战时内阁决定一切照常，既不增加高雲地利的防空力量，也不提前发出警报疏散平民。当晚，德军共出动449架亨克尔He 111轟炸機，有394吨爆破弹和56吨燃烧弹落在高雲地利市中心，德军还投下了127枚延时炸弹，以破坏英国人的救援行动，高雲地利有5万多幢建筑被炸毁，死554人，重伤864人，12家生产飞机零部件的工厂遭到严重破坏，致使英国飞机减产20%，高雲地利市区的水、电供应中断35天才恢复，损失相当惨重。

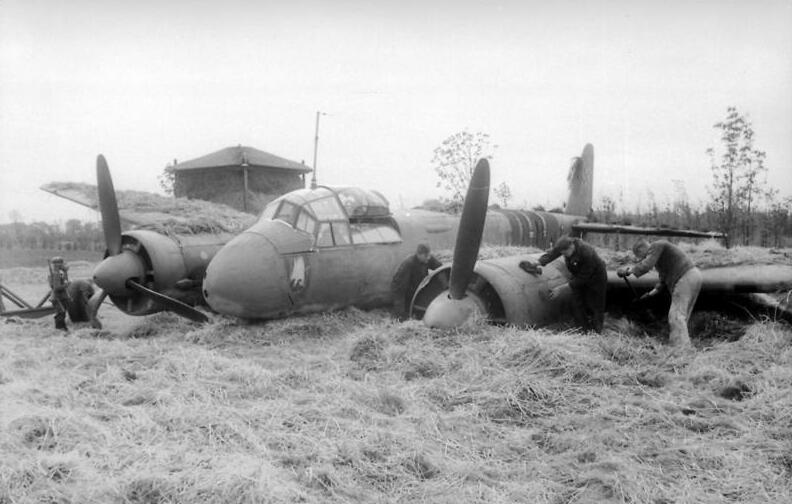
一架Ju 88在法国紧急着陆后损坏

1941年3月起，随着天气的好转，德军的空袭也逐渐加强，这时德军发动空中攻势目的只是为了制造进攻英国的假象，掩盖即将开始对苏联的作战。
5月10日晚，是德国空军主力撤往苏联战场之前对伦敦进行的最后一次大规模空袭，当晚德军出动500余架次，对伦敦进行狂轰滥炸，所有参战飞行员都得到指示，可以将炸弹扔在任何地方，700吨爆破弹和燃烧弹落在伦敦市区，燃起的大火照亮了大半个夜空，伦敦平民有1436人被炸死，1800余人重伤。
随着6月22日德军进攻苏联的开始，德国空军主力转往苏联战场，对英国的战略空袭也终于停止。不列颠之战终告结束。 

## 結果
隨著1941年6月22日德軍進攻蘇聯的開始，德國空軍主力轉往歐洲東部的蘇聯戰場，對英國的戰略空襲也終於停止。1940年8月20日英國首相邱吉爾在演講中以後來被廣泛引用的名句來贊譽：“在人類戰爭歷史上，從來沒有這麽少的人為這麽多的人做出過這麽大的貢獻。”
德國空軍無法擊退英國皇家空軍，也無法掌握英國南方海峽沿岸的制空權。過了10月之後登陸英國本土計畫因為天候與海象的關係已經無法執行，德國也必須暫停作戰進行整補，準備下一階段對蘇聯的作戰。因此登陸英國的海獅計畫終止執行，對英國地面目標轟炸改為以夜間為主，大規模對英國的空中行動在此時劃上句點。

## 影響
由於德國空軍無法完成奪取制空權的計畫，登陸英國，迫使英國政府投降或者是与德國合作的意圖也就無法執行。德國空軍損失超過兩千名空勤人員和將近兩千架各類飛機，雖然不至於影響到整體的實力，但是對於資源非常有限的德國來說，這些損失在對蘇聯開戰之前也無法完全恢復，間接被削弱了侵蘇時的攻擊力量。
德國喪失在政治上與英國和談的機會，也無法解決英國在大西洋與地中海戰場可能的威脅，雖然短時間之內同樣受到重創的英國也只能以戰略轟炸的型態對德國本土施加壓力，但英國藉由美國的協助，英國海外部隊能夠阻止義大利與德國在北非的計畫，也保留反攻歐洲本土最大的基地，使納粹德國在整場戰爭的過程中，均處於腹背受敵的不利局面，間接埋下戰敗的伏線。
同時，在心理因素上，英國暫時擋下德國進攻的銳氣，也打破德國空軍在開戰初期全勝的戰績，讓英國的士氣得以在歐洲大陸連番挫敗之後有稍微恢復的機會，打下了最終與盟軍戰勝納粹德國的重要士氣基礎。

## 裝備

### 英國皇家空軍
- 噴火戰鬥機
- 颶風戰鬥機
- 無畏戰鬥機

### 德國空軍
- Bf 109
- Bf 110
- He 111
- Ju 87
- Ju 88

### 意大利皇家空軍
- CR.42戰鬥機
- G.50戰鬥機
- BR.20轟炸機
- CANT Z.1007轟炸機

## 相关文艺作品

### 軸心國軍歌
- Bomben Auf Engeland（德文）
- Bombe sull'Inghilterra（意大利文）

### 电影
- 不列颠之战
- 颶風行動：303中隊